# Liste der Adelsgeschlechter namens Pilgram

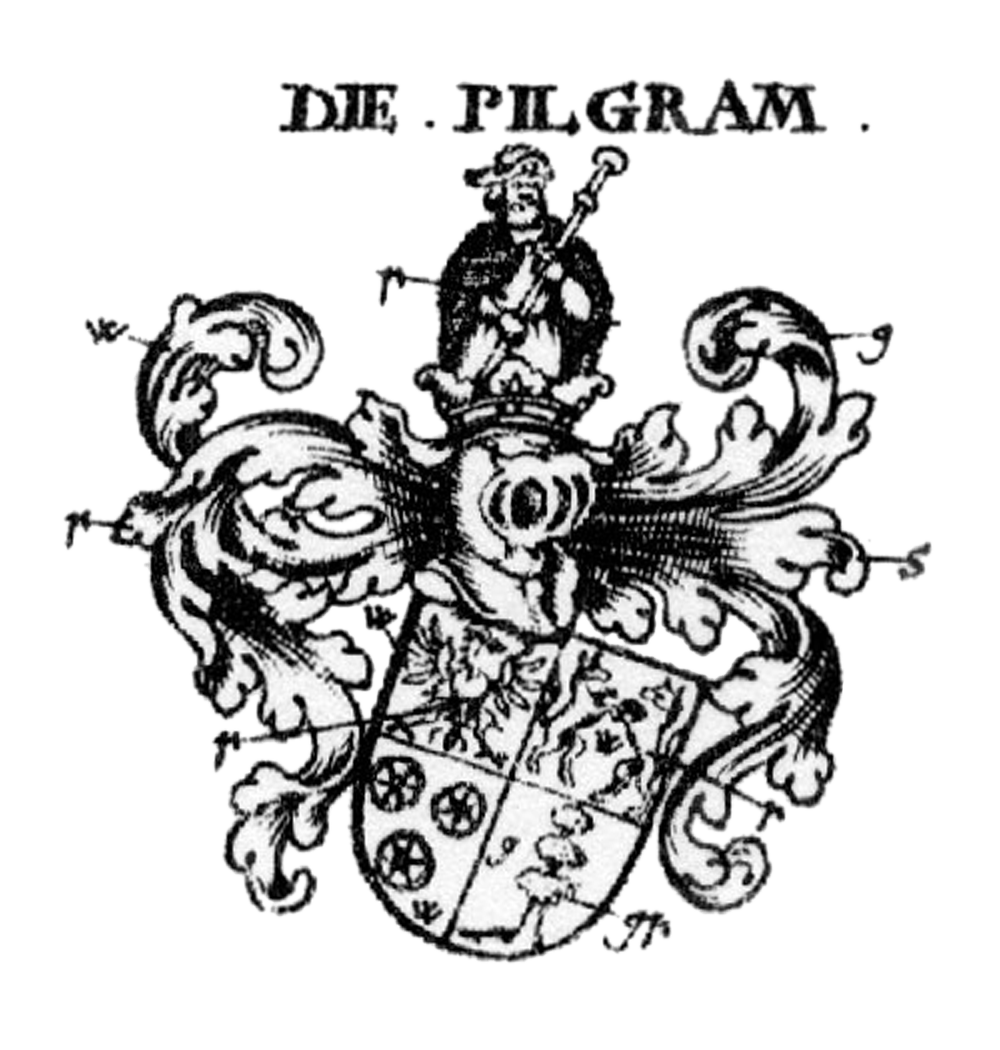
Wappen der Pilgram (Nürnberg)

Pilgram ist der Name mehrerer Adelsgeschlechter. Die Schreibweisen reichen von Pilgramb, Pilgrim, Pilgrum, Pilgrein bis Pelgrom.

## Pilgram, Kölner Patriziergeschlecht

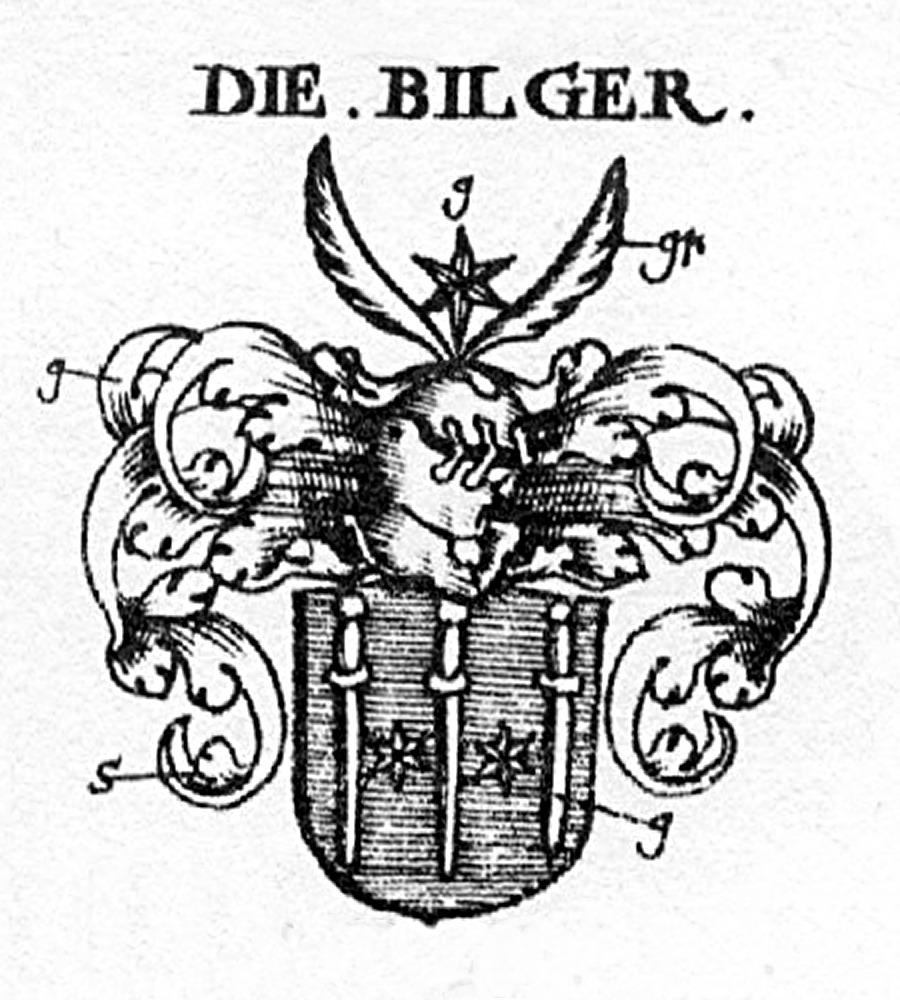
Wappen der Pilgram (Bilger) aus Kempen

Die Pilgram (auch Pilgrum) waren ein altes Kölner Patriziergeschlecht, das im 15. Jahrhundert aus Kempen (Holland) eingewandert ist. Das Wappen zeigt einen Sparren mit drei Pilgerstäben.

## Pilgram, Nürnberg
Im 12. und 13. Jahrhundert gab es eine Patrizierfamilie Pilgram von Eyb, später fränkische Adelige. Ihr Wappen hat drei Muscheln.
Die Pilgram (Pelgrom) im Nürnberg des 16. Jahrhunderts kamen ebenfalls aus Holland, Hertogenbosch (Nordbrabant). Heinrich Pilgram und seine Brüder und Vettern erhielten 1577 einen Adelsbrief von Rudolf II. Das Wappen ist vierteilig mit Adler, zwei Füchsen, drei Mühlrädern und einem Tannenbaum, die Helmzier ist ein Pilger.

## Pilgram, Niederlausitz
Ein in der Niederlausitz sesshaftes Geschlecht, das bereits 1264 vorkommt und 1775 noch blühte. Die Familie war auch in Preußen ansehnlich begütert.

## Pilgram, böhmischer Adel
Jakob und Johann Pilgram kaufen 1374 ein Dorf bei Iglau, Ladislaus ist 1498 Richter in Iglau. Ihr Wappen zeigt drei Pilgermuscheln.
Johann Pilgram, Arzt in der Stadt Breslau, wurde 1623 geadelt.

## Pilgram, bairischer Adel

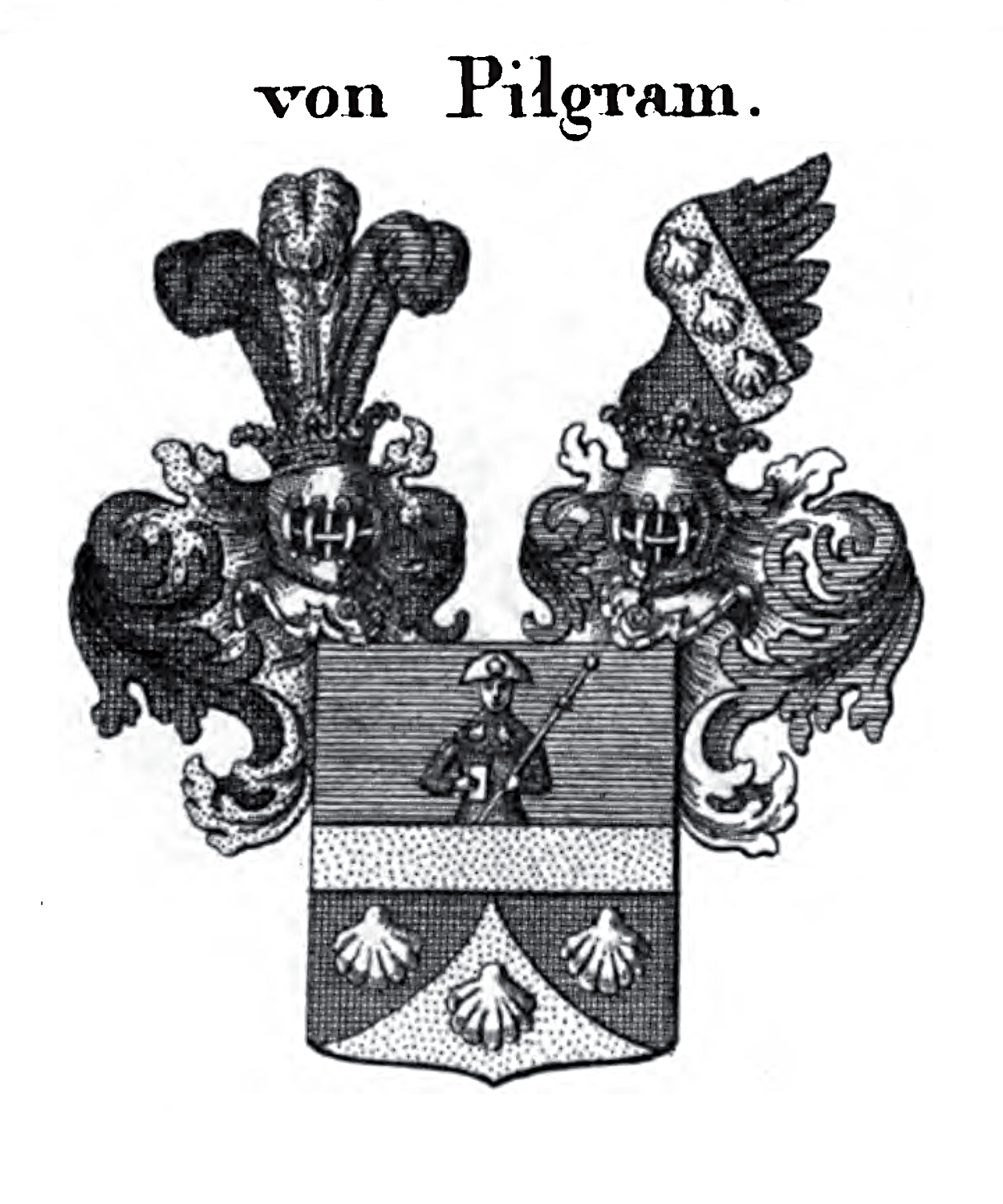
Wappen der Pilgram (Baiern)

Franz Anton Pilgram, kurpfalzbayrischer Kommerzienrath und Hof-Bankier, wurde am 30. Jänner 1778 in den Adelstand und am 16. April 1790 in den Freiherrnstand erhoben.

### Wappen
Schild durch einen goldenen Querbalken geteilt, oben in Rot ein aufwachsender vorwärts sehender, schwarz gekleideter Pilger, der in der rechten Hand ein Brevier und in der linken aufrecht einen Pilgerstab hält; unten in Schwarz eine goldene, aufsteigende, eingebogene Spitze, belegt mit einer silbernen Muschel, die schwarzen Nebenplätze haben auch je eine Muschel.

## Pilgram, österreichischer Adel

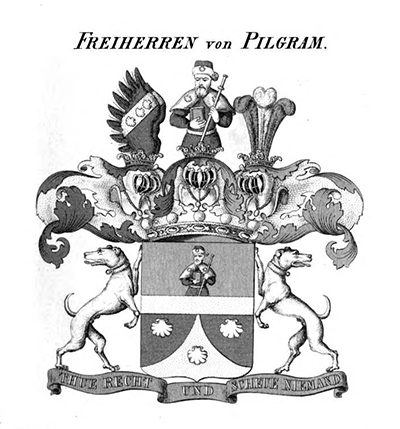
Wappen der Pilgram (Österreich)

Johann Josef Pilgram, niederösterreichischer Landrat, wurde am 15. Dezember 1787 mit „Edler von“ geadelt. Sein Sohn Johann Baptist erlangte am 21. August 1840 den Freiherrnstand. Vorfahren dieser Familie waren der Architekt Franz Anton Pilgram und dessen Sohn, der Astronom Anton Pilgram.
Die beiden letzten Geschlechter sind nahe verwandt.